# Rothera FC
Rothera FC ist eine Fußballmannschaft, die aus englischen Forschern und Wissenschaftlern der antarktischen Rothera-Station des British Antarctic Survey besteht. Die Mannschaft spielt freizeitlich Fußball gegen andere Forscher und Forschungsstationen in der Antarktis.

## Geschichte
Ein Auszug aus der Webseite des Scott Polar Research Institute erwähnt, dass irgendwann zwischen April 1902 und September 1902 das erste Fußballspiel auf dem kalten Kontinent ausgetragen wurde. Die erste offiziell bestätigte Begegnung fand am 5. Februar 1948 auf den Süd-Shetland-Inseln zwischen der HMS Snipe und der ARA Seaver statt. Diese Mannschaft bestand aus einer britischen Schiffsbesatzung.
In der Folgezeit fanden immer wieder Fußballspiele statt, jedoch regelmäßiger tut dies die Mannschaft der britischen Rothera-Station, deren Mannschaft offiziell Rothera Football Club heißt. Das erste Spiel von Rothera FC fand im Januar 2005 gegen das nordamerikanische wissenschaftliche Schiff „RV Lawrence M. Gould“ statt. Rothera FC gewann dieses Spiel mit 2:0. Im selben Jahr nahm das Team am Fünf-a-Side-Fußballwettbewerb mit Dash-7 und Fish and Chips FC teil. Letztere gewann das Turnier, Rothera FC wurde Zweiter. Im Jahr 2017 veröffentlichte Rothera FC ein offizielles Fußballtrikot. Das letzte dokumentierte Spiel fand am 18. Januar 2024 gegen die HMS Protector statt, welches das Team mit 3:2 gewann. 10 Siege, 1 Unentschieden und 6 Niederlagen fuhr Rothera FC in 20 gespielten Spielen ein. 

## Alle Fußballspiele im Überblick
| Datum             | Ort             | Ergebnis | Gegner                   |
| ----------------- | --------------- | -------- | ------------------------ |
| Januar 2005       | Adelaide Inseln | 2:0      | RV Lawrence M Gould      |
| 2005              | Adelaide Inseln | ?:?      | Dash-7                   |
| 2005              | Adelaide Inseln | ?:?      | Fish and Chips FC        |
| 20. Dezember 2005 | Adelaide Inseln | 1:4      | RRS James Clark Ross     |
| Juni 2006         | ??              | 1:0      | Halley-Station           |
| Juni 2006         | ??              | 1:2      | Halley-Station           |
| Dezember 2006     | ??              | 0:1      | RRS James Clark Ross     |
| Februar 2007      | ??              | 0:0      | Morrisons Builders Dream |
| 2. März 2007      | ??              | 4:0      | RV Lawrence M Gould      |
| 18. März 2009     | ??              | 5:1      | RRS Ernest Shackleton    |
| Juni 2009         | ??              | 0:5      | King Edward Point        |
| Oktober 2009      | ??              | 1:0      | HMS Clyde                |
| 23. Januar 2010   | ??              | 4:0      | RV Lawrence M Gould      |
| Februar 2011      | ??              | 0:1      | McMurdo Station          |
| 21. Januar 2012   | ??              | 6:0      | RV Lawrence M Gould      |
| 20. Januar 2013   | ??              | 1:0      | RV Lawrence M Gould      |
| 18. Januar 2014   | ??              | 3:0      | Palmer Station LTER      |
| 25. Dezember 2020 | ??              | 3:5      | RRS James Clark Ross     |
| 25. Dezember 2023 | Adelaide Inseln | ?:?      | Unbekannt                |
| 18. Januar 2024   | ??              | 3:2      | HMS Protector            |